# Guerre des Padri

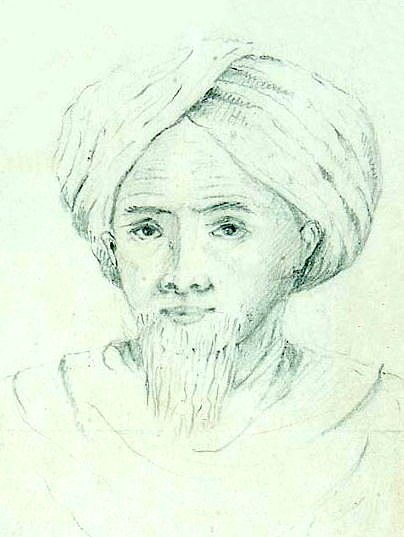
Portait d', principal dirigeant des Padri, par le chevalier Hugues de Stuers (vers 1820)

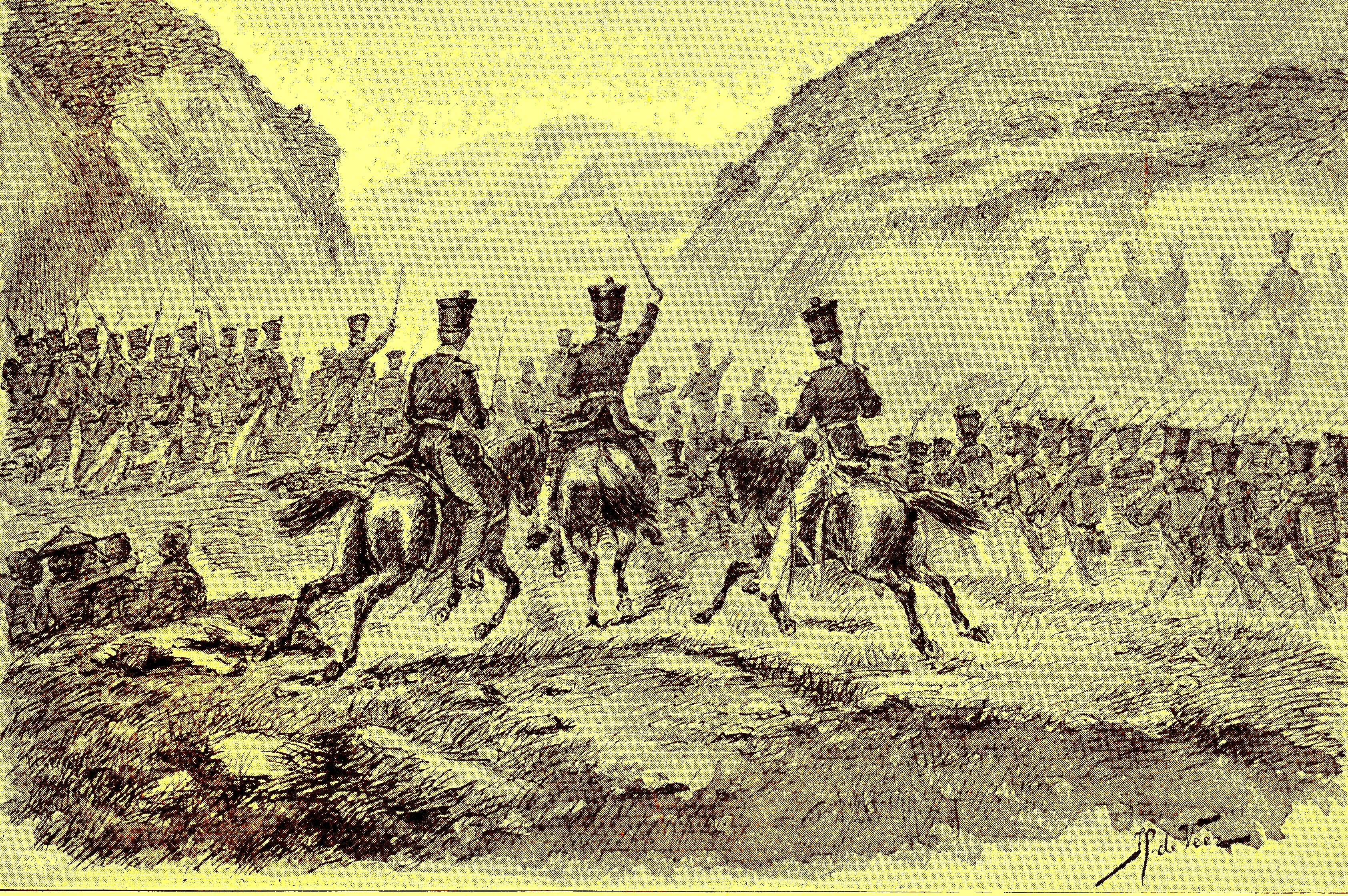
Troupes hollandaises lors de la guerre des Padri

La Guerre des Padri, encore appelée Guerre Minangkabau, est le nom donné à l'intervention de troupes coloniales néerlandaises de 1821 à 1837 dans l'ouest de Sumatra dans l'actuelle Indonésie.
Les Padri, un groupe de musulmans influencés par les wahhabites lors d’un voyage à La Mecque, bouleversent Sumatra pendant près de dix ans.
Cette guerre marque le début de l'intervention des Néerlandais à Sumatra.